# Lubomír Zaorálek
Lubomír Zaorálek, češki politik, * 6. september 1956, Ostrava.
Med letoma 2002 in 2006 je bil predsednik Poslanske zbornice Parlamenta Češke republike.